# Idaea attentuata
Idaea attentuata là một loài bướm đêm trong họ Geometridae.